# Xanthocephalum gymnospermoides
Xanthocephalum gymnospermoides là một loài thực vật có hoa trong họ Cúc. Loài này được (A.Gray) Benth. & Hook.f. miêu tả khoa học đầu tiên năm 1873.